# Hobicavárhely
Hobicavárhely románul: Hobița-Grădiște, falu Romániában, Erdélyben, Hunyad megyében.

## Fekvése
Hátszegtől délnyugatra fekvő település.

## Története
Hobicavárhely nevét 1733-ban említette először oklevél Hobitza Gredisti néven.
1750-ben Hobitza Gredistyej, 1760–1762 között Hobicza-Várhely, 1808-ban Várhely (Hobicza-), Lagerfeld, Gregisi ~ Hobicza-Vályon, 1861-ben Hobicza-Várhely, 1888-ban  Hobicza-Várhely (Gradistye), 1913-ban Hobicavárhely formában említették.
A trianoni békeszerződés előtt Hunyad vármegye Hátszegi járásához tartozott.
1910-ben 249 román, görögkeleti ortodox lakosa volt.

## Források

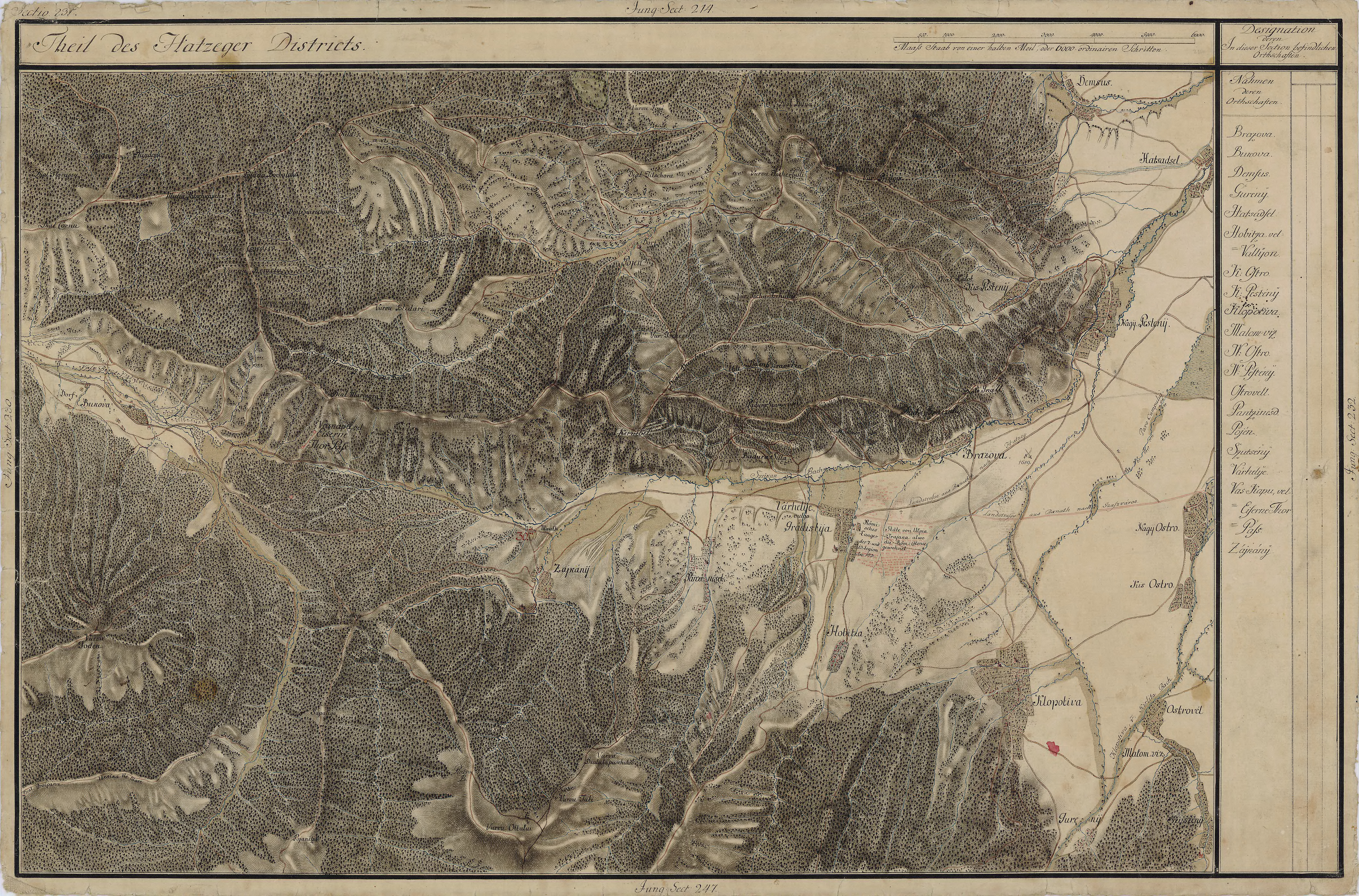
Hobicavárhely egy régi, az 1700-as évekből való térképen